# Maria Kozlova
Maria Vladimirovna Kozlova (Russisch: Мария Владимировна Козлова) (Narva, 4 juli 1983) is een Russische theater- en filmactrice. In België en Nederland is ze vooral bekend voor haar rol als de uit Transnistrië afkomstige Sveta in het tweede seizoen van de televisieserie Matroesjka's.

## Biografie
In 2006 studeerde ze af in Hogere Theaterkunsten aan het Boris Sjtsjoekin-Theaterinstituut, waarna ze een hoofdrol kreeg in de Russische televisieserie Adjutants of Love. In 2007 kreeg ze de rol aangeboden voor in het tweede seizoen van de Belgische televisieserie Matroesjka's.